# Новые Милевичи
Новые Милевичи (бел. Новыя Мілевічы) — деревня в Милевичском сельсовете Житковичского района Гомельской области Белоруссии.
На юго-восток и севере граничит с лесом.

## География

### Расположение
В 70 км на северо-запад от Житковичей, 16 км от железнодорожной станции Микашевичи (на линии Лунинец — Калинковичи), 303 км от Гомеля.

## Гидрография
На реке Случь (приток реки Припять).

## Транспортная сеть
Транспортные связи по просёлочной, затем автомобильной дороге Микашевичи — Слуцк. Планировка состоит из чуть изогнутой улицы, ориентированной с юго-запада на северо-восток и застроенной двусторонне, неплотно деревянными усадьбами.

## История
Основана в начале XX века переселенцами из соседних деревень, в основном с деревни Милевичи. Во время Великой Отечественной войны поблизости базировались партизанские отряды. В 10 км на восток в урочище Колонное, на партизанском кладбище похоронены 16 партизан, погибших в боях против захватчиков. В феврале 1943 года немецкие каратели полностью сожгли деревню и убили 36 жителей. 24 жителя погибли на фронтах. В составе совхоза «Случь» (центр — деревня Милевичи). Действуют начальная школа, библиотека, клуб.

## Население

### Численность
- 2004 год — 69 хозяйств, 143 жителя.

### Динамика
- 1940 год — 70 дворов, 312 жителей.
- 2004 год — 69 хозяйств, 143 жителя.